# Lars Hörmander
Lars Hörmander   (Mjällby, 24 de gener de 1931 - Malmö, 25 de novembre de 2012) va ser un matemàtic suec, conegut per les seves contribucions a la teoria d'equacions en derivades parcials i la teoria d'operadors pseudodiferencials. Va rebre la Medalla Fields el 1962 i el Premi Wolf el 1988. Està associat amb la Universitat de Lund, on va completar el seu doctorat el 1955. Va ser professor d'aquesta universitat des de 1968 fins que es va retirar com a professor emèrit el 1996. Abans havia treballat en diverses universitats: Estocolm, Stanford i l'Institut d'Estudis Avançats de Princeton.

## Obra destacada
- Linear Partial Differential Operators (Springer-Verlag, 1963)
- The Analysis of Linear Partial Differential Operators I: Distribution Theory and Fourier Analysis (Springer-Verlag, ISBN 978-3-540-00662-6)
- The Analysis of Linear Partial Differential Operators II: Differential Operators with Constant Coefficients (Springer-Verlag, ISBN 978-3-540-22516-4)
- The Analysis of Linear Partial Differential Operators III: Pseudo-Differential Operators (Springer-Verlag, ISBN 978-3-540-49937-4)
- The Analysis of Linear Partial Differential Operators IV: Fourier Integral Operators (Springer-Verlag, ISBN 978-3-642-00117-8)
- An Introduction to Complex Analysis in Several Variables. (1966, revisions in 1973 and 1990)
- Notions of Convexity (Birkhäuser Verlag, 1994, ISBN 0-8176-3799-0)
- Lectures on Nonlinear Hyperbolic Differential Equations, Springer, 1997